# 里斯多费尔·里夏德
里斯多费尔·里夏德（匈牙利語：Riszdorfer Richárd，1981年3月17日—），斯洛伐克男子皮划艇运动员。他曾代表斯洛伐克参加2000年、2004年和2008年夏季奥林匹克运动会皮划艇比赛，获得一枚银牌和一枚铜牌。

## 家庭
哥哥里斯多费尔·米哈伊。